# Agmina kara
Agmina kara là một loài Trichoptera trong họ Ecnomidae. Chúng phân bố ở miền Australasia.